# Елхамдулилах
Елхамдулилах (арап.  — „Хвала Богу / Сва захвалност припада Богу”), слично је хебрејском халелујах. 
Фраза се први пут помиње у првом ајету прве суре у Курану.

## Употреба
Муслимани широм света користе ову фразу у многим ситуацијама: 
Приликом кијања - онај који је кинуо требало би да каже елхамдулилах . Савремени научници сматрају да то има везе са научном чињеницом да када неко кине, срце се на тренутак зауставља и ово је хвала Богу за наставак живота;
Током буђења - током буђења верници изговарају дову што значи: Хвала Алаху који нам даје живот након што нам је дао смрт (сан). . .
Приликом сусрета - муслимани на стандардно питање Како сте? обично одговарају уз Хвала Алаху.
Приликом молитве - верници током молитве (намаза ) на стајању сваки пут уче суру ел-Фатиху у којој су прве речи: Хвала Алаху, Господару свјетова.
Поводом срећног догађаја - муслимани узвикују ову фразу, желећи да се захвале Богу на срећном исходу догађаја.